# 小樽中央卸市場
小樽中央卸市場（おたるちゅうおうおろしいちば、おたるちゅうおうおろししじょう）は、北海道小樽市稲穂にあった卸売市場。戦後間もない1947年（昭和22年）、樺太からの引揚者によって開設された。隣接する小樽中央市場とは、名称も建物も似ているが、まったく別の組合組織を持つ。食品や日用雑貨品などの卸売の他、店頭で販売も行われ、多くの小樽市民に利用されてきたが、スーパーなどとの競争激化による来店客の減少、組合員の高齢化、建物の老朽化により、2024年（令和6年）3月に閉業した。

## 沿革
稲穂3丁目界隈の土地は、戦中には防火帯として強制疎開で建物が撤去されており、戦後から間もない時期に引揚者がそこで始めた闇市が原点とされる。1946年（昭和21年）に、満州からの引揚者たちによって小樽中央市場の前身が結成され、翌1947年に樺太からの引揚者たちによって、卸市場の前身が形成された。
当時は中央市場と卸市場の明確な違いはなく、隣り合った場所で分け隔てなく、多くの店舗が雑然と並んでいた。建物はバラック造りで、各店舗は、薄いベニヤ板だけで仕切られているのみだった。やがて国道に近い店舗が、「ガンガン部隊」と呼ばれる行商人集団の利用率が圧倒的に高くなったことから、一般客を相手にする中央市場とは差別化され、卸売の市場となった。当時の繁盛ぶりについて、「当時の混雑ぶりは異常だった」「市場の上から下まで、通路は行商人でびっしり」「1日で札束が一斗缶の半分くらいになった」との声もある。
1951年（昭和26年）には小樽市から、市場を防火帯として緑地化するとの告示が出たが、商店主らによる組合がこれに猛反発した。市議らの支援も受けた結果、耐火建築による防火帯とすることに変更され、鉄筋コンクリート造の屋内市場の建設が決定した。1953年から1956年にかけて、中央市場が鉄筋コンクリート造りに建て替えられたのに続き、翌1957年（昭和32年）、卸市場も同様の4階建てに建て直された。1階は店舗、2階は休憩所や事務室、3階と4階は住居として用いられた。
食品や日用雑貨品の仲卸業者が商品を卸す他、店頭での販売も行われ、多くの小樽市民に利用されてきた。長年にわたって卸市場を利用してきた客の1人は「昭和の頃は、買物客が多くて通路を歩くのも一苦労だった」と語っていた。やがてガンガン部隊は去り、商品の卸し先となっていた小樽や後志管内町村の個人商店の廃業につれて、小売が中心となった。
隣接する中央市場とは半世紀以上にわたって、対抗心から疎遠な状態が続いていたが、スーパーや大型店に客を奪われる中、2004年（平成16年）2月の「小樽雪あかりの路」期間中、市場活性化の試みとして両市場が協力し、戦後間もない頃の行商をイメージした内装を施し、地元海鮮物や酒、食事などを販売する「ガンガン屋台」を開設し、10日間で1万人以上の客を集める盛況ぶりであった。

## 特徴
小樽で卸売を主とする唯一の市場であった。缶詰や調味料を扱う食料品店、コンブや煮干し、珍味を売る乾物店が多数を占めていた。反面、鮮魚店や総菜店は一軒もなかった。食料品販売店の店主の1人は「昔から生ものを売る店はほとんどなかった」と振り返っている。「鮮魚店と総菜店は入れない」という暗黙の了解もあった。市場としては珍しく、ガラス工房が入っているのも特徴であった。
4階建ての建物は、完成当時は最新鋭の建築物であり、全国から続々と見学者が訪れた。1階に市場の通路があり、その上に分譲住宅を載せた建物の構造が下駄の形に似ているために、「げた履き市場」と呼ばれた。1軒1軒の玄関ドアに、訪問者を確認するための小窓があることも、当時としては画期的な構造であった。ある住民は「恐ろしい引揚体験があるから、用心深くなっていたのでは」と説明していた。
また、1階の全店舗の奥が階段によって2階の住宅と直結しており、日の出前に開店する店舗もあったことから、住人たちにとって便利な構造であった。先述のように卸市場の建物の完成は中央市場の翌年であり、こうした階段の構造は後発なりの工夫といえた。

## 閉業
2020年代には、建物はコンクリート片が剥がれ落ち、雨漏りする箇所もあるなど、老朽化が著しい状態となった、2018年（平成30年）に発生した北海道胆振東部地震も、建物の損傷に追い打ちをかけていた。
2023年（令和5年）9月、建物を管理していた小樽中央卸商業協同組合が、建物の老朽化や組合員の高齢化を理由として解散した。同2023年、不動産開発のアルファコート株式会社（札幌市）が、卸市場の土地と建物を取得した。組合の元理事は、各店舗の売上が落ちる中で、改修や改築などの資金の捻出が困難であったために、存続を断念し、売却を決めたという。
さらに、最盛期には約40店舗があったものの、コンビニエンスストアやスーパーなどとの競争激化で来店客が減少。経営難や後継者不足により、市場内の店舗数は、わずか7店まで減少した。2023年には、移転や廃業で空き店舗が目立ち、十数区画に4店舗が営業しているのみとなった。
翌2024年（令和6年）3月での閉鎖が決定した。国道5号に面して「小樽の市場」の顔としてランドマーク的な存在でもあったために、小樽市民らからは惜しむ声も上がった。3月30日、最後の営業を終了した。同2024年4月より建物解体が開始され、10月時点ではすでに解体が完了している。跡地にはアルファコートにより、高齢者向け住宅が新築される計画が進められている。